# SN 2011ba
SN 2011ba – supernowa typu Ia odkryta 24 marca 2011 roku w galaktyce A082309+1604. W momencie odkrycia miała maksymalną jasność 19,60m.